# Romuald Hazoumè
Romuald Hazoumè (Porto-Novo, 7 febbraio 1962) è uno scultore e pittore beninese.

## Biografia
Ha esposto le sue opere in mostre, personali e collettive, in consistenti parti del mondo tra cui Stati Uniti, Europa, Australia e varie nazioni africane. Importante per la sua arte è il confronto con la vita sociale nella quale l'artista si trova immerso. Complesso è, infatti, il significato celato dietro le sue opere realizzate con materiale di scarto, di recupero, anche con immondizie che Hazoumè raccoglie dove vive e lavora.
In particolare le sue maschere, che rappresentano una parte consistente della sua opera, si compongono di un corpo realizzato con un pezzo di una tanica di plastica cui l'artista aggiunge dei capelli finti. Queste taniche hanno però una storia locale particolare, partono dal Benin piene di gioielli e riso, raggiungono a bordo di canoe la vicina Nigeria dove si riempiono di benzina per poi tornare in "patria". Sono, insomma, il principale strumento del commercio illegale di benzina che si realizza tra questi due stati confinanti. Questi contenitori recano il segno del viaggio da loro compiuto: sono rigati, incisi e sformati nell'ingegnoso tentativo di farvi rientrare quanto più materiale possibile. Proprio queste taniche diventano allora strumento principe dell'artista volto a comunicare un significato tanto politico quanto sociale.   
Romuald Hazoumè realizza le sue maschere cercando di rappresentarvi alcuni degli stereotipi inerenti all'appartenenza ad un gruppo sociale o ad una cultura. È il caso de "L'irochese" dove una spazzola è usata per rappresentare la tipica pettinatura o de "Il siciliano" nel quale la supposta appartenenza culturale è suggerita attraverso un cappello a maglia larga.
Le maschere alludono però anche al tentativo di mimesi culturale che, secondo l'artista, caratterizza alcune donne africane che, non solo nel contesto della migrazione, tentano di eliminare alcuni dei loro tipici tratti somatici come i capelli crespi o il colore della pelle tramite parrucche o creme schiarenti. Interpretati dall'artista come tentativo di negare la propria identità per evitare di farsi catalogare o come semplice manifestazione d'inferiorità nei confronti del modello di bellezza occidentale, questi atteggiamenti prendono forma attraverso la realizzazione di maschere di plastica scadente, rovinata, sormontata da parrucche acconciate in modo non tradizionale. Hazoumé si è, infatti, documentato sul significato locale d'alcune acconciature, soprattutto delle trecce, la cui forma poteva essere usata come codice comunicativo al fine di trasmettere la situazione della donna, se sposata oppure se in cerca di un uomo, e si rammarica di come questa peculiarità culturale sia andata perduta.
Usare bidoni di plastica, localmente strumento del contrabbando di benzina, per realizzare opere d'arte sottende un importante significato politico. L'artista vuole, infatti, rifarsi al lavoro illegale, non formale tipico dell'economia del Benin e di altri paesi africani, contemporaneamente alludendo a problematiche di più ampio respiro, "globalizzate" come lui stesso le definisce. 
Come si legge nell'intervista realizzata da Roberta Cafuri, Hazoumè sostiene, infatti, che in Africa non sia rimasto nulla dell'arte  tradizionale del passato poiché tutto il materiale, i gioielli, le maschere, le sculture, sono conservati in musei europei o americani. Ciò che rimane in Africa, secondo l'artista, sono gli oggetti di uso quotidiano, oggetti spesso di foggia occidentale utilizzati infinite volte prima di essere buttati. È proprio in questo momento che tale materiale diventa adatto ad essere assemblato in una delle opere di Hazoumé, lavori che spesso ricordano, alludono alle maschere tradizionali tanto care ai musei e ai collezionisti occidentali, fatte però con gli avanzi, le immondizie del mondo occidentale stesso. Perché, appunto, "La mia Arte è un modo di ridarvi le vostre immondizie" come afferma lo stesso Hazoumè.
Evidente quindi lo stretto legame sia con la terra, che l'artista mostra nell'utilizzare materiale locale, dal profondo significato locale, sia con la propria cultura, manifestata nel ricorso alla costruzione di maschere che alludono a una tradizione radicata nel tempo. Tale legame è però costantemente reinterpretato, modellato e costruito alla luce del presente, della storia che l'artista si trova a vivere. Hazoumè fa, infatti, propria la definizione della Cafuri di "artista migrante", che si sposta cioè non solo attraverso i confini fisici dalle nazioni per promuovere la propria arte nel mondo, ma anche, e forse soprattutto, attraverso i più sfumati e problematici confini culturali e sociali, come è evidente nelle sue maschere.
Relazione con la contemporaneità che del resto è evidente anche nel rapporto di Hazoumè con il mercato dell'arte internazionale. Difficile giostrarsi tra significati, tradizioni locali cui si sente di appartenere e mercato globale cui tuttavia si aspira, dimensioni spesso in contrasto tra di loro. Tuttavia proprio in tale dialettica  si gioca la creatività dell'artista africano contemporaneo.